# Martí Anglada i Birulés
Martí Anglada i Birulés (Girona, 1949) és un periodista català. Corresponsal al Pròxim Orient, a les principals capitals europees i als Estats Units. Va ser cap d'informació internacional de Televisió de Catalunya i comentarista de política internacional als mitjans de la Corporació Catalana de Mitjans Audiovisuals. De setembre de 2014 fins a l'octubre de 2017 va ser delegat de la Generalitat de Catalunya a França.

## Biografia
És llicenciat en dret i en ciències de la informació per la Universitat Autònoma de Barcelona.
S'ha dedicat al periodisme en l'àmbit de la informació internacional des del 1976. Va tenir el primer destí com a corresponsal a l'estranger amb La Vanguardia el 1977, a l'Orient Mitjà. Va informar des de Beirut (guerra civil del Líban), el Caire i Bagdad. Es va establir finalment, de forma permanent, a Israel, quan Espanya encara no hi tenia relacions diplomàtiques.
El segon destí –sempre amb La Vanguardia- va ser la corresponsalia d'Itàlia i el Vaticà. Va residir a Roma durant tres anys, des de l'elecció de Sandro Pertini a la presidència fins a l'atemptat d'Alí Agca contra Joan Pau II. Va ser una època de nombrosos atemptats terroristes de les Brigades Roges i l'extrema dreta (estació de Bolònia). La tercera corresponsalia amb La Vanguardia va ser la de la Gran Bretanya (1981-83).
Es va incorporar a TVC el gener del 1984, en començar les emissions diàries. Va ser-ne el primer delegat a Madrid i, després, a Washington DC, durant els darrers anys de la presidència de Ronald Reagan i els primers de George Herbert Walker Bush (1987-90). En els seus últims anys a TV3 va ser el corresponsal europeu amb seu a Brussel·les i a Berlín (2009-2011). Va ser guardonat per l'Associació de Periodistes Europeus de Catalunya (APEC) amb el Premi Ernest Udina 2011 a la trajectòria europeista.
El 15 de setembre del 2014 es va incorporar com a delegat a la Representació de la Generalitat de Catalunya a França i Suïssa. Va deixar la representació a Suïssa el maig del 2017, en crear-se una Delegació exclusiva a Ginebra. Va continuar com a delegat de la Generalitat a París fins al 27 d'octubre de 2017, en que va ser destituït per Mariano Rajoy (article 155 de la Constitució Espanyola).
El 2017 va anar a les llistes de Junts per Catalunya per Barcelona a les Eleccions al Parlament de Catalunya de 2017.

## Obra publicada
- Afers (no tan) estrangers (Ed. Mina, Grup 62, 2008)
- Quatre vies per a la Independència: Estònia, Letònia, Eslovàquia i Eslovènia (Ed. Pòrtic, Grup 62, 2013).
- La via alemanya (Brau, 2014)[6]